# پاوزوو (استان اشوی‌داشکسیه)
پاوزوو (به لهستانی: Pawęzów) یک منطقهٔ مسکونی در لهستان است که در گمینا اوکسا واقع شده‌است.